# Мел Лондон
Мел Ло́ндон (англ. Mel London), повне ім'я Ме́лвін Р. Ло́ндон (англ. Melvin R. London; 9 квітня 1932, Міссісіпі — 16 травня 1975, Чикаго, Іллінойс) — американський музичний продюсер, автор пісень, власник лейблів звукозапису Chief, Profile і Age. Писав пісні для Хауліна Вульфа, Мадді Вотерса, Елмора Джеймса, Джуніора Веллса та ін.

## Біографія
Народився 9 квітня 1932 року в штаті Міссісіпі.
У 1954 році розпочав кар'єру як автор пісень на студії Chess Records в Чикаго. Його пісня «Poison Ivy» була записана Віллі Мейбоном і в 1954 році посіла 7-ме місце в хіт-параді R&B Singles журналу «Billboard». 1955 року Лондон написав ще три хіти: «Who Will Be Next» Хауліна Вульфа і «Sugar Sweet» та «Manish Boy» Мадді Вотерса.
У 1957 році заснував лейбл звукозапису Chief Records (а також його дочірні лейбли Profile Records і Age Records). Першим синглом Chief став «Man from the Island»/«Doggin' Me Round», на якому Лондон виконав вокальне соло. Усього на Chief (1957—1960) було випущено близько 40 записів одних з найкращих чиказьких блюзових музикантів того часу: Елмора Джеймса, Джуніора Веллса, Джей-Ел Крокетта (як Дейві Крокетта), Меджика Сема, Ерла Гукера і Лілліан Оффітт.
Лейбл Profile (1960—1961) випустив 15 записів, переважно Джуніора Веллса, єдиного блюзового музиканта лейблу, оскільки більше орієнтувався на кантрі і рокабілі. На Age (1961—1963) було випущено 25 записів, зокрема Рікі Аллена, Ей-Сі Ріда, Біг Мус Вокера і Ерла Гукера. Після закриття лейблу Age, Лондон залишився в музичній індустрії і почав працювати продюсером на лейблі U.S.A, що належав Полу Глассу. У 1970-х роках він випустив низку записів на лейблах All-Points, Mel і Mel-Lon, однак більшість були перевиданнями Chief, Profile і Age. Після закриття свого бізнесу працював клерком і водієм на United Record Distributors.
Автор пісень «Cut You A-Loose», «Messing With the Kid» і «Little by Little» (для Джуніора Веллса), «The 12 Year Old Boy» (для Елмора Джеймса) і «Will My Man Be Home Tonight» (для Лілліан Оффітт).
Помер 16 травня 1975 року у віці 43 років в Чикаго, Іллінойс.

## Дискографія
- «Man from the Island»/«Doggin' Me Round» (Chief, 1957)